# Ключица
Клю́чица (лат. clavicula) — в анатомии человека — небольшая трубчатая кость S-образной формы из пояса верхней конечности, соединяющая лопатку с грудиной и укрепляющая плечевой пояс.
Латинское название — clavicula, «ключик», как и русское название, основывается на своеобразном движении кости вокруг своей оси в момент поднятия плеча, которое напоминает движение ключа в замочной скважине.
Ключицы есть у многих четвероногих животных, которые используют передние конечности для хватания или брахиации; рудиментарны или отсутствуют у тех четвероногих, которые используют передние конечности для опоры или бега.

## Обзор

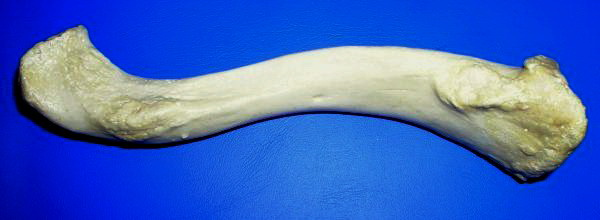
Правая ключица: снизу

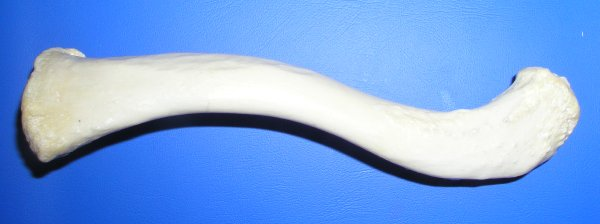
Правая ключица: сверху

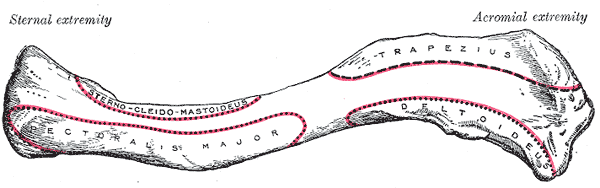
Левая ключица: сверху

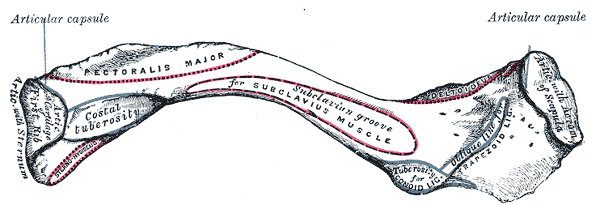
Левая ключица: снизу

Ключица — это парная кость, связывающая плечевой сустав (как начальный отдел верхней конечности) и осевой скелет (а именно - грудину), расположена прямо над первым ребром. Она действует как распорка, сохраняя лопатку в таком положении, что рука может двигаться свободно. Медиально она сочленяется с грудной костью (грудиной) в грудиноключичном сочленении (лат. art. sternoclavicularis - грудинный конец ключицы). Своим латеральным концом она сочленяется с акромионом лопатки (лопастью плеча) в акромиально-ключичном суставе (лат. art. acromioclavicularis - акромиальный конец ключицы). Она закруглена в медиальном конце и уплощается в латеральном.
C «загрублённого» грудинного конца изгибы каждой лопатки идут латерально и кзади. Там же образуется задняя гладкая кривая, сочленяющаяся с отростком лопатки (акромионом). Плоский акромиальный конец ключицы шире грудинного конца. Акромиальный конец имеет грубую внутреннюю поверхность, на которой находятся выступающие линии и бугорки. Эти образования играют роль мест прикрепления для мышц и связок плеча.
На нижней поверхности ключицы выделяют два образования-возвышения, к которым прикрепляются связки:
1. Конусовидный бугорок (лат. tuberculum conoideum);
2. Трапециевидная линия (лат. linea trapezoidea)[1].

## Функции
Ключица выполняет несколько функций:
- Служит твёрдой опорой, на которой подвешиваются лопатка и свободная конечность. Этот механизм не подпускает верхнюю конечность (руку) к грудной клетке, так что рука имеет максимальный диапазон движения;
- Защищает шейно-подмышечный канал (проход между шеей и рукой), через который проходят несколько важных структур;
- Передаёт физические импульсы от верхней конечности к осевому скелету.

Несмотря на то, что она классифицирована как длинная кость, ключица не имеет медуллярной полости (полости костного мозга), как у других длинных костей. Она произошла от губчатой кости с оболочкой компактной кости. Это кожная кость - она происходит от элементов, первоначально прикреплённых к черепу.

## Прикрепления
Мышцы и связки, прикрепляющиеся к ключице, включают:
| Прикрепление на ключице             | Мышца/Связка                                                                 | Другое прикрепление                                   |
| Верхняя поверхность и передний край | Дельтовидная мышца                                                           | дельтовидная бугристость, раньше на латеральной трети |
| Верхняя поверхность                 | Трапециевидная мышца                                                         | позже на латеральной трети                            |
| Нижняя поверхность                  | Подключичная мышца                                                           | подключичная бороздка                                 |
| Нижняя поверхность                  | Коническая связка (заднемедиальная часть клювовидно-ключичной связки)        | конусовидный бугорок                                  |
| Нижняя поверхность                  | Трапециевидная связка (переднелатеральная часть клювовидно-ключичной связки) | трапециевидная линия                                  |
| Передний край                       | Большая грудная мышца                                                        | медиальная треть (закруглённый край)                  |
| Задний край                         | Грудино-ключично-сосцевидная мышца (рукоятка грудины)                        | раньше, на медиальной трети                           |
| Задний край                         | Грудино-подъязычная мышца                                                    | позже на медиальной трети                             |
| Задний край                         | Трапециевидная мышца                                                         | латеральная треть                                     |

## Развитие
Ключица — первая кость, начинающая процесс окостенения в течение развития эмбриона, на протяжении 6—7 недель от зачатия. У новорождённого тело и акромиальный конец ключицы уже полностью состоят из костной ткани, в то время как грудинный конец состоит из хряща, который начинает окостеневать лишь к 16—18 годам жизни. Однако ключица — одна из последних костей, заканчивающих окостенение примерно к 21—25 годам, когда грудинный конец окончательно окостеневает. 

### Варианты и аномалии развития
Изгибы ключицы могут варьироваться в формах. Иногда образования (конусовидный бугорок и трапециевидная линия) могут не определяться.

## Обычные повреждения ключицы
- вывих акромиально-ключичного сустава
- вывих грудиноключичного сустава
- перелом ключицы
- остеолиз
- дегенерация ключицы

## Дополнительные изображения

Пояс верхних конечностей
Грудной пояс, вид спереди.
Диаграмма кости руки человека.
Диаграмма плечевого сустава человека.
Диаграмма плечевого сустава человека.
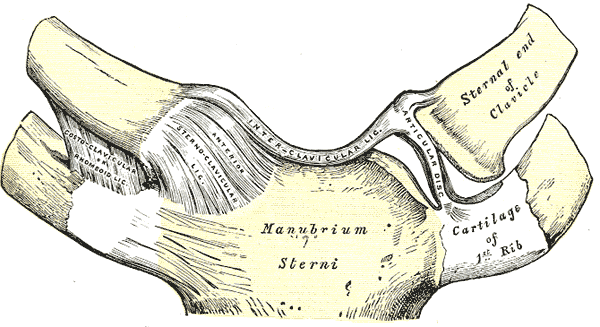
Грудино-ключичное сочленение. Вид спереди.
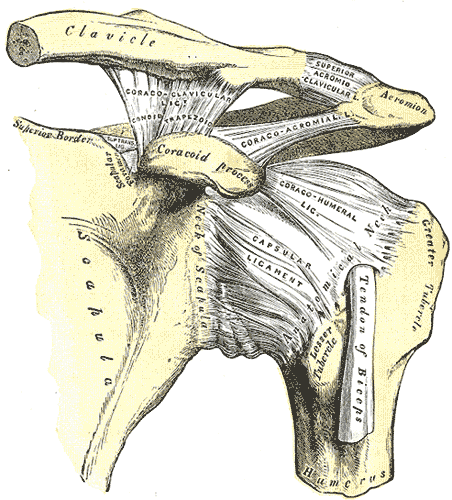
Левое плечо и акромиально-ключичные сочленения, и собственные связки лопатки.
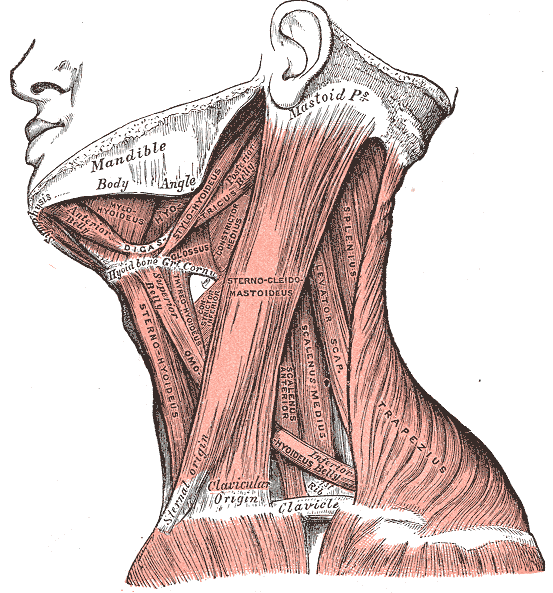
Мышцы шеи. Боковой вид.
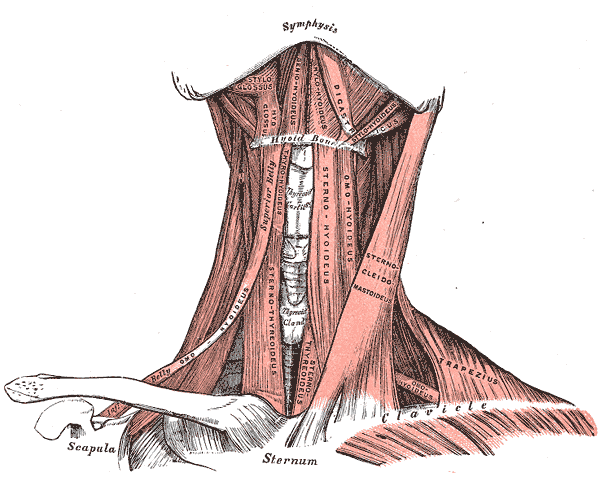
Мышцы шеи. Передний вид.
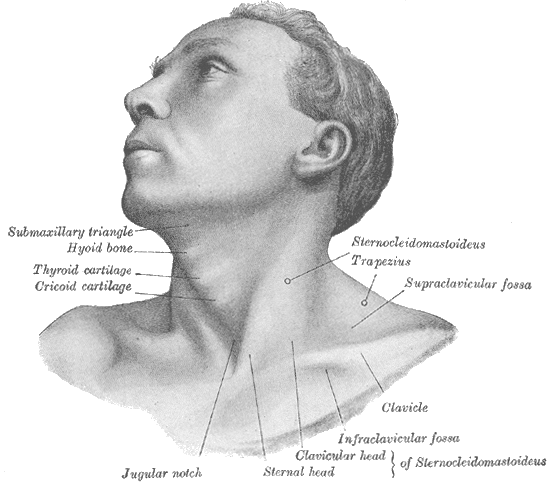
Переднебоковой вид головы и шеи.
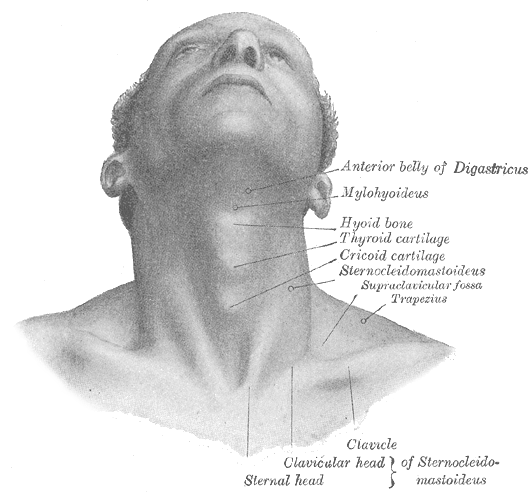
Передний вид шеи.